# Osella FA1C
Chronologie des modèles (1981-1982)
Osella FA1B Osella FA1D
L'Osella FA1C est une monoplace de Formule 1 engagée par l'écurie italienne Osella dans le cadre des trois  dernières manches du championnat du monde de Formule 1 1981. Elle est pilotée par le Français Jean-Pierre Jarier. 
En 1982, la FA1C est pilotée par le Français Jean-Pierre Jarier et par l'Italien Riccardo Paletti. Ce dernier est victime d'un accident mortel lors du Grand Prix du Canada. Ce dernier, malgré les sollicitations de l'Italien Piercarlo Ghinzani et du Vénézuélien Johnny Cecotto, n'est pas remplacé.

## Résultats en championnat du monde de Formule 1
| Saison | Écurie               | Moteur               | Pneus    | Pilotes            | Courses | Courses | Courses | Courses | Courses | Courses | Courses | Courses | Courses | Courses | Courses | Courses | Courses | Courses | Courses | Courses | Points inscrits | Classement |
| Saison | Écurie               | Moteur               | Pneus    | Pilotes            | 1       | 2       | 3       | 4       | 5       | 6       | 7       | 8       | 9       | 10      | 11      | 12      | 13      | 14      | 15      | 16      | Points inscrits | Classement |
| ------ | -------------------- | -------------------- | -------- | ------------------ | ------- | ------- | ------- | ------- | ------- | ------- | ------- | ------- | ------- | ------- | ------- | ------- | ------- | ------- | ------- | ------- | --------------- | ---------- |
| 1981   | Osella Squadra Corse | Ford-Cosworth DFV V8 | Michelin |                    | EUO     | BRÉ     | ARG     | SMR     | BEL     | MON     | ESP     | FRA     | GBR     | ALL     | AUT     | P-B     | ITA     | CAN     | LVE     |         | 0               | 16e        |
| 1981   | Osella Squadra Corse | Ford-Cosworth DFV V8 | Michelin | Jean-Pierre Jarier |         |         |         |         |         |         |         |         |         |         |         |         | 9e      | Abd.    | Abd.    |         | 0               | 16e        |
| 1982   | Osella Squadra Corse | Ford-Cosworth DFV V8 | Pirelli  |                    | AFS     | BRÉ     | EUO     | SMR     | BEL     | MON     | EUE     | CAN     | P-B     | GBR     | FRA     | ALL     | AUT     | SUI     | ITA     | LVE     | 3               | 12e        |
| 1982   | Osella Squadra Corse | Ford-Cosworth DFV V8 | Pirelli  | Jean-Pierre Jarier | Abd.    | 9e      | Abd.    | 4e      | Abd.    | Nq      | Abd.    | Np.     | 14e     | Abd.    | Abd.    |         |         |         |         |         | 3               | 12e        |
| 1982   | Osella Squadra Corse | Ford-Cosworth DFV V8 | Pirelli  | Riccardo Paletti   | Nq      | Npq.    | Nq      | Abd.    | Nq      | Npq.    | Np.     | Abd.    |         |         |         |         |         |         |         |         | 3               | 12e        |